# Kamadhenu

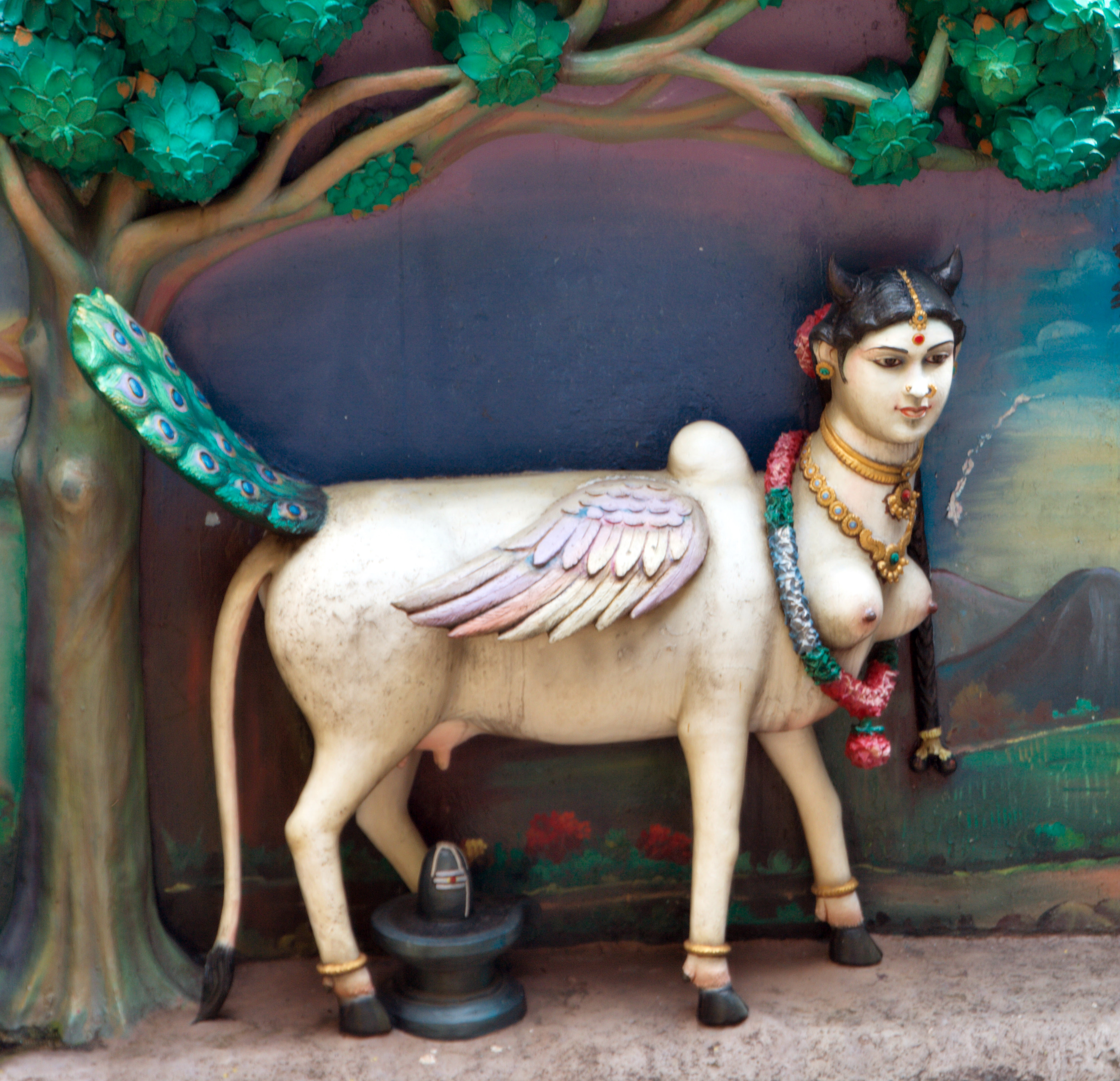
Kamadhenu nas Caves Batu, na Malásia

Kāmadhenu é a vaca sagrada do deus Indra, na Mitologia Hindu. Kamadhenu é a fonte de toda a prosperidade.